# جغرافیای میانمار

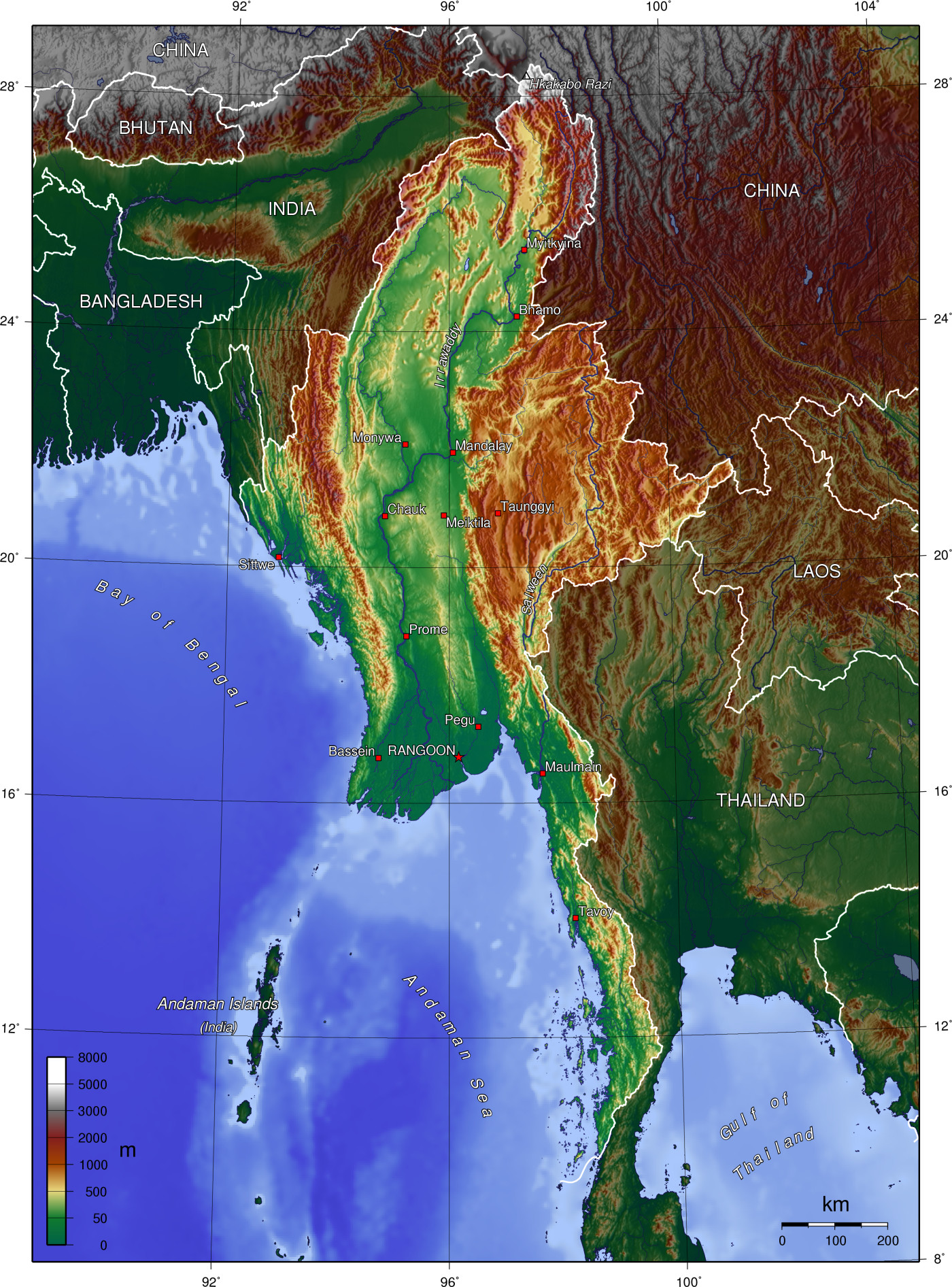

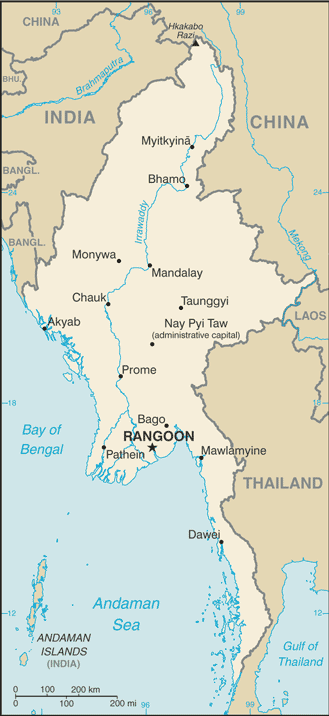

میانمار از شمال شرقی با چین، از شرق با لائوس، از جنوب شرقی با تایلند، از غرب با بنگلادش و از شمال غربی با هند مرز مشترک دارد و از جنوب غربی با خلیج بنگال و از جنوب با دریای آندامان محدود می‌شود. یک سوم مرز خارجی میانمار را مرز آبی تشکیل می‌دهد.
میانمار با مساحت ۶۷۸۵۰۰ کیلومتر مربع دومین کشور بزرگ آسیای جنوب شرقی است. این کشور ۱۹۰۰ کیلومتر مرز آبی دارد.
سه رشته کوه اصلی در میانمار وجود دارد که هر سه از شمال (هیمالیا) به جنوب کشیده شده‌اند.
در شمال، کوهستان هِنگ‌دوآن مرز میانمار و چین را تشکیل می‌دهد. قله هکاکابو رازی، واقع در استان کاچین با ارتفاع ۵۸۸۱ متر بلندترین نقطه میانمار است.
چندین رشته‌کوه در میانمار وجود دارد که کاملاً در داخل خاک این کشور قرار گرفته‌اند، از آن‌جمله: راخینه یوما، تپه‌های شان، و تپه‌های تِناسِریم.
این رشته‌کوه‌ها میانمار را به سه شبکه رودخانه‌ای تقسیم می‌کند به نام‌های ایراوادی، سلوین، و رودهای سیتائونگ. رودخانه ایراوادی که با ۲۱۷۰ کیلومتر طولانی‌ترین رود میانمار است به خلیج مارتابان می‌ریزید. اکثریت جمعیت میانمار در دره ایراوادی سکونت دارد، دره‌ای که بین کوهستان راخینه یوما، و فلات شان واقع شده‌است.

## آب‌وهوا
میانمار باران‌های موسمی گرمسیری در مناطق کم‌ارتفاع زیر ۱۰۰۰ متر دارد. تابستان‌هایش ابری، بارانی، گرم و مرطوب است با بارش موسمی جنوب غربی از ژوئن تا سپتامبر).
زمستان‌هایش کمتر ابری، با بارندگی ناچیز، دمای ملایم، و رطوبت کمتر است (بارش موسمی شمال، دسامبر تا آوریل). 
آب و هوا بسته به ارتفاع متفاوت است. آب و هوای معتدل نیمه‌گرمسیری در حدود ۲۵۰۰ متر، معتدل در ۳۰۰۰ متر، خنک کوهستانی در ۳۵۰۰ متر، و بالاتر از آن آب‌وهوای سرد و قطبی است. ارتفاعات بالا در معرض بارش شدید برف هستند، به‌ویژه در شمال کشور.

## تقسیمات کشوری
کشور برمه به هفت ایالت (ပြည်နယ်) و هفت ناحیه (တိုင်းဒေသကြီး) تقسیم شده‌است. ناحیه‌ها مناطقی هستند که بیشتر ساکنانشان را مردم قوم بامار (قوم اکثریت در برمه) تشکیل می‌دهند. ایالت‌ها در میانمار به‌طور معمول ناحیه‌هایی هستند که منطقه سکونت یک قوم مشخص اقلیت را شامل می‌شوند.
آمارهای جدول زیر مربوط به تاریخ ۳۱ دسامبر ۲۰۰۱ است.
| شماره | ایالت/استان      | تعداد فرمانداری‌ها | تعداد شهرستان‌ها | تعداد شهرها | بخش‌ها | دهستان‌ها | روستاها |
| ----- | ---------------- | ----------------- | --------------- | ----------- | ----- | -------- | ------- |
| ۱     | ایالت کاچین      | ۳                 | ۱۸              | ۲۰          | ۱۱۶   | ۶۰۶      | ۲۶۳۰    |
| ۲     | ایالت کایاه      | ۲                 | ۷               | ۷           | ۲۹    | ۷۹       | ۶۲۴     |
| ۳     | ایالت کایین      | ۳                 | ۷               | ۱۰          | ۴۶    | ۳۷۶      | ۲۰۹۲    |
| ۴     | ایالت چین        | ۲                 | ۹               | ۹           | ۲۹    | ۴۷۵      | ۱۳۵۵    |
| ۵     | ناحیه ساگایینگ   | ۸                 | ۳۷              | ۳۷          | ۱۷۱   | ۱۷۶۹     | ۶۰۹۵    |
| ۶     | ناحیه تانینتاری  | ۳                 | ۱۰              | ۱۰          | ۶۳    | ۲۶۵      | ۱۲۵۵    |
| ۷     | ناحیه باگو       | ۴                 | ۲۸              | ۳۳          | ۲۴۶   | ۱۴۲۴     | ۶۴۹۸    |
| ۸     | ناحیه ماگوای     | ۵                 | ۲۵              | ۲۶          | ۱۶۰   | ۱۵۴۳     | ۴۷۷۴    |
| ۹     | ناحیه ماندالای   | ۷                 | ۳۱              | ۲۹          | ۲۵۹   | ۱۶۱۱     | ۵۴۷۲    |
| ۱۰    | ایالت مون        | ۲                 | ۱۰              | ۱۱          | ۶۹    | ۳۸۱      | ۱۱۹۹    |
| ۱۱    | ایالت راخین      | ۴                 | ۱۷              | ۱۷          | ۱۲۰   | ۱۰۴۱     | ۳۸۷۱    |
| ۱۲    | ناحیه یانگون     | ۴                 | ۴۵              | ۲۰          | ۶۸۵   | ۶۳۴      | ۲۱۱۹    |
| ۱۳    | ایالت شان        | ۱۱                | ۵۴              | ۵۴          | ۳۳۶   | ۱۶۲۶     | ۱۵۵۱۳   |
| ۱۴    | ناحیه آیه‌یاروادی | ۶                 | ۲۶              | ۲۹          | ۲۱۹   | ۱۹۱۲     | ۱۱۶۵۱   |
|       | مجموع            | ۶۳                | ۳۲۴             | ۳۱۲         | ۲۵۴۸  | ۱۳۷۴۲    | ۶۵۱۴۸   |